# Novenia tunariensis
Novenia es un género monotípico de plantas herbáceas, perteneciente a la familia Asteraceae.  Su única especie: Novenia tunariensis,  es originaria de Sudamérica.

## Descripción
Es un subarbusto perennifolio que se encuentra en Bolivia y en Argentina en Salta a una altitud de 3100 a 5000 metros.

## Taxonomía
Novenia tunariensis fue descrita por (Kuntze) S.E.Freire y publicado en el Boletín de la Sociedad Argentina de Botánica 24(3–4): 296. 1986.
Sinonimia
- Gnaphalium tunariense Kuntze
- Lucilia tunariensis (Kuntze) K.Schum.
- Mniodes tunariensis (Kuntze) Hieron. ex Weberb.[4]
- Novenia acaulis
- Dolichogyne acaulis
- Lepidophyllum acaule[2]